# Индейка (Омская область)
Инде́йка — посёлок в Калачинском районе Омской области России. Входит в состав Осокинского сельского поселения.

## География
Посёлок находится в юго-восточной части Омской области, в лесостепной зоне, в пределах Барабинской низменности, на расстоянии примерно 11 км (по прямой) к юго-западу от города Калачинск, административного центра района. Абсолютная высота — 107 м над уровнем моря.

## История
Основан в 1929 году как центральная усадьба колхоза «Военкоопхоз» по выращиванию крупного рогато скота. В 1969 году колхоз преобразован в совхоз «Берёзовский».

## Население
| 2002 | 2010 |
| ---- | ---- |
| 855  | ↘738 |

### Гендерный состав
По данным Всероссийской переписи населения 2010 года, в гендерной структуре населения мужчины составляли 46,5 %, женщины — соответственно 53,5 %.

### Национальный состав
Согласно результатам переписи 2002 года, в национальной структуре населения русские составляли 89 %.

## Улицы
| - ул. Восточная 1-я, - ул. Восточная 2-я, - ул. Гагарина, - ул. Западная, | - ул. Зелёная, - ул. Молодёжная, - ул. Новая 1-я, - ул. Новая 2-я, | - ул. Новая 3-я, - ул. Северная, - ул. Центральная, - ул. Школьная. |

## Инфраструктура
В посёлке функционируют средняя общеобразовательная школа, дом культуры, фельдшерско-акушерский пункт (филиал Калачинской центральной районной больницы) и почтовое отделение.